# يونغ بيتر جاكسون (ملاكم)
يونغ بيتر جاكسون (بالإنجليزية: Young Peter Jackson)‏ (15 أبريل 1912 بلوس أنجلوس في الولايات المتحدة - 9 أبريل 1979) هو ملاكم أمريكي، صنّف ضمن فئة وزن الخفيف.

## إحصائيات
خاض خلال مسيرته 74 نزالا، فاز في 51 وتعادل في 4 وخسر في 19. فاز بالضربة القاضية في 25 نزالا.

## روابط خارجية
- بيتر مارتن على موقع بوكس ريك (الإنجليزية) (registration required)